# Puntius dunckeri
Puntius dunckeri és una espècie de peix cipriniforme de la família dels ciprínids que es troba a Malàisia i Singapur.